# Euchroea multiguttata
Euchroea multiguttata är en skalbaggsart som beskrevs av Hermann Burmeister 1842. Euchroea multiguttata ingår i släktet Euchroea och familjen Cetoniidae. Inga underarter finns listade i Catalogue of Life.